# Cryptocat
Cryptocat è una chat cifrata. È un software libero disponibile sia come applicazione web che come applicazione mobile.

## Caratteristiche
Cryptocat utilizza la crittografia end-to-end col protocollo OTR e la applica lato client, vale a dire che i dati arrivano sul server già cifrati. Cryptocat viene offerto come applicazione per Mac OS X o come estensione per i browser Google Chrome, Mozilla Firefox, Apple Safari, Opera e come un app mobile per iPhone.
Obiettivo dichiarato di Cryptocat è quello di rendere le comunicazioni cifrate più accessibili agli utenti medi. Il software di chat mira a trovare un equilibrio tra sicurezza e usabilità, che offre più privacy di servizi come Google Talk o Internet Relay Chat, mantenendo un elevato livello di accessibilità come Pidgin.
Cryptocat è sviluppato dal team omonimo ed è rilasciato sotto la licenza GPLv3. Se messaggi e file sono cifrati, e l'utente può scegliere un nickname a piacere, l'indirizzo IP non è anonimo: Cryptocat si limita a cifrare i contenuti, non utilizza invece tecniche come il proxy o la rete Tor per rendere anonimi gli utenti collegati. Inoltre, ancora non supporta chat XMPP.

## Interfaccia
Cryptocat consente a qualsiasi terminale con un browser web moderno di impostare rapidamente un ambiente di chat criptato end-to-end. L'accessibilità è spesso propagandato come il maggior punto forte del programma. Cryptocat è attualmente compatibile con Google Chrome, Mozilla Firefox, Apple Safari, Opera e offre anche una funzionalità per dispositivi
Cryptocat utilizza la Off-the-Record Messaging Protocol (OTR) per la messaggistica privata cifrata, consentendo a due parti di chattare in privato. Cryptocat utilizza anche il proprio protocollo di messaggistica di gruppo per consentire conversazioni di gruppo. Poiché Cryptocat genera nuovi coppie di chiavi per ogni chat, implementa una forma di segretezza di inoltro. Cryptocat consente anche l'invio di file crittografati e la condivisione di foto, per cui gli utenti possono scambiarsi documenti e foto utilizzando la crittografia end-to-end.

## Architettura

### Cifratura
Cryptocat utilizza la Off-Record Messaging Protocol (OTR) per la messaggistica privata cifrata, consentendo a due parti di chattare in privato. Per la messaggistica di gruppo, Cryptocat utilizza un protocollo di chat di gruppo quale Curve25519, AES-256, e HMAC - SHA512, tutti standard industriali per le applicazioni di crittografia. Tutti i messaggi inviati a Cryptocat, compresi i messaggi di chat di gruppo e trasferimenti di file, sono cifrati end-to-end, il che significa che possono essere letti solo dai destinatari e non dalla rete durante il transito. Cryptocat fornisce le proprietà di crittografia, di riservatezza, l'integrità, l'autenticazione e segretezza in avanti per tutte le conversazioni, e prevede anche la negazione per il trasferimento di file e chat private OTR.

### Rete
La rete di Cryptocat si basa sulla configurazione di XMPP BOSH, che trasmette solo messaggi cifrati e non memorizza alcun dato, secondo la policy del progetto. in materia di privacy. Il progetto utilizza i server ejabberd e nginx al fine di fornire il relè XMPP-BOSH. Oltre ai protocolli di crittografia del client Cryptocat, la comunicazione client-server è protetto da TLS/SSL.
Cryptocat pubblica anche i file di configurazione del server, e le istruzioni per gli altri server per configurarsi in modo tale da poter connettere il client Cryptocat.
Nel 2013, la rete di Cryptocat è migrata a Bahnhof, un provider svedese situato in un monte col relativo bunker nucleare risalente alla Guerra Fredda, società che ha anche ospitato Wikileaks e The Pirate Bay.